# SH-10C
docomo PRIME series SH-10C（ドコモ プライム シリーズ エスエイチ イチ まる シー）は、シャープが開発した、NTTドコモの第三世代携帯電話（FOMA）端末、docomo PRIME seriesの一つである。

## 概要
2010年-2011年冬春モデルのSH-01Cの後継機種で防水、防塵機能はそのままに、CCDセンサー1610万画素とカメラ性能を高めた「AQUOS SHOT」のドコモ向け5代目にあたる。またもうひとつの特徴として、3.4インチフルワイドVGA液晶には静電式のタッチパネルとdocomo PRIME series としては初となる3D液晶が搭載されている。また引き続き防水性能はIPX5/IPX7、防塵性能はIP5Xに準拠している。

### 液晶画面（3D液晶）
3D液晶はドコモ スマートフォンのLYNX3D（SH-03C）やAQUOS Phone（SH-12C）と同様に専用メガネなしでも、画像が立体的に見える。この3D液晶を楽しむために、飛び出す待ちうけアクセサリーやデコメ素材、3D卓上時計、飛び出す待ちキャラ、ビリヤード、をはじめとした3D対応のiアプリといったコンテンツも用意されている。またメニュー画面なども3Dに対応しており、写真や音楽などが入っているデータBOXなどは、サムネイルが立体的に表示される。3Dは動画にも対応しており、BeeTVやYouTubeなどで配信されている3D動画も立体的に試聴することができる。3D出力対応のHDMI端子も搭載する。キーボード右下に3Dボタンが専用に用意されており、3D、2Dをワンボタンで切り替えることが可能となっている。
また液晶パネルにはSH-01Cに引き続きタッチパネルが搭載されており、タッチパネルによる操作は、SH-01Cと同様ビューアポジションだけでなくオープンポジション（縦に開いた状態）でも操作が可能であり、複数の指で操作するマルチタッチにも対応し加速度センサーなどとあわせて直感的な操作に対応している。タッチ操作だけでもほとんどの操作ができ、液晶画面上のタッチパネルで、フリック入力やQWERTY配列のソフトウェアキーボードによるローマ字日本語入力にも対応している。
3D対応アプリ
- Pool Meister 3D for SH
- イルーナ戦記 3D LITE（体験版）
- （3D）WANBO 絵合わせパズル

### サイドイルミネーション
デザインにおいては、クリスタル調の表面に2面傾斜を持たせたデザインとなっている。SH-01Cがフロントパネルからはグラデーションの光の粒が浮かび上がるドットパターンイルミネーションであったのに対し、本端末はSH-01Bのように端末の側面が輝くサイドイルミネーションとなっている。このサイドイルミネーションは50色・35パターンあり、ジャイロセンサー、加速度センサーと連動し、端末を傾けることにより、その傾いた方向にイルミネーションが移動するなどの連携が図れる。

### Wi-Fi機能
SH-01Cに引き続きWiFi対応となっておりIEEE802.11nにも対応しているため、最大で150Mbpsの超高速通信を利用してインターネット接続の利用が可能となり、自宅のWiFiルーターやMzoneなどの公衆無線LANにも接続が可能となる。なおIEEE802.11nの利用周波数は2.4GHzとなる。またアクセスポイントモードも利用が可能となるため、SH-10CをアクセスポイントとしてニンテンドーDSやiPod touchといった対応端末最大4台まで同時に、WiFiの通じない外出先などでも、それらを接続してインターネット接続などを行うことができる。
またDLNA対応のAQUOSにWiFiで接続し、テレビの大画面で、SH-01Cで撮影した画像や動画、インターネット画面などを見ることも可能となっている。

### カメラ
カメラ機能においても、AQUOS SHOTを後継しており、有効画素数は1610万画素とSH-01Cよりも高機能になったほか高性能画像処理エンジンProPixを引き続き搭載したことにより、画像のノイズなどを抑え、広ダイナミックレンジ補正、輪郭強調などによる、自然な画質に復元することが可能となっている。
またSH-10Cからは3D撮影機能があらたに加わり、2枚の写真をづらして撮影し、それを立体的に合成することで、立体的な3D写真を撮影することが可能となる。3D写真はパノラマ撮影にも対応しておりカメラを横に動かしながら立体的なパノラマ写真を撮影することも可能となっている。もちろんその3D画像は本端末の3D液晶で表示させることができるほか、3D対応テレビでも表示させることができる。カメラの起動も高速になり、カメラボタンを押して0.7秒と高速起動が可能となった。
またタッチパネルをいかして、撮影した画像にスタンプや線などをいれて、デコることも可能となっている。
動画ではフルハイビジョン撮影にも対応している。
そのほかの機能としては引き続き笑顔フォーカス、ペット検出機能ゴルフスイングビデオカメラ機能、動画のスローモーション再生機能もSH-01Cに引き続き可能となる。「トンネル効果」で撮影できたり、「色味／明度／ぼかし」などを調整して撮影できるトイカメラ機能も搭載されている。更に連続撮影したカットの中から、うまく撮れているおすすめの写真をカメラが自動で選んで表示する「オススメフォト」、動画静止画同時記録機能なども搭載されている。
その他カメラ仕様
- 個人検出＆個人アルバム
- 連続撮影（最大40枚）
- フレーム撮影
- シーン別撮影（静止画 ／ 動画：8種類）
- エフェクト撮影（静止画 ／ 動画）
- ズーム（静止画：最大約28.8倍、動画：最大約14.4倍）
- 振り向きシャッター
- スローモーション再生
- 同時再生してフォームを比較できる、ゴルフスイングビデオカメラ
- 動画撮影中のライトON/OFF
- 動画撮影中の風きり音削除機能
- 手振れ補正機能

### ワンセグ機能
- 疑似3D視聴が可能となる。
- EPG（録画予約）
- 視聴予約
- 外部メモリ（microSD）への録画
- 字幕放送
- マルチウィンドウ
- Bluetoothによるワイヤレス音声出力
- 同社液晶テレビ「AQUOS」にも採用されている、映像をより鮮やかに再現する「SV (Super Vivid) エンジン」
- タッチ操作でチャンネル選択などが行える。

### その他機能
その他の機能としては、2011年夏モデルの特徴である、iモードの複数のコンテンツをまとめてダウンロードできるコンテンツパッケージに対、更に50メガiモーションに対応し、30分を超えるような大容量の動画のストリーミング再生にも対応する。
2011年4月から開始された声の宅配便もワンボタンで利用できるようになっている。
コピー＆ペースト機能が拡充し、事前にコピーした文字列だけでなく、それ以前にコピーした文字列も記憶し貼り付けることが可能となっている。
複数の宛先へメールを送る際に一度起動した電話帳にチェックを入れるだけでそのチェックをした人が全てあて先にはいる宛先連続選択機能が搭載されている。
ジャイロセンサーを利用した距離やカロリー表示が可能な、歩数計+健康管理アプリ、ブルーレイ連携、ワンセグの4倍高速表示、くっきりボイスなどに対応する。
| 主な対応サービス                   | 主な対応サービス                                                    | 主な対応サービス                       | 主な対応サービス                                 |
| ---------------------------------- | ------------------------------------------------------------------- | -------------------------------------- | ------------------------------------------------ |
| タッチパネル                       | FOMAハイスピード7.2Mbps(受信)／5.7Mbps(送信)                        | Bluetooth                              | DCMX／おサイフケータイ                           |
| iアプリオンライン／地図アプリ      | 直感ゲーム／メガiアプリ                                             | iウィジェット                          | マチキャラ／iコンシェル                          |
| ホームU／ポケットU                 | GPS／オートGPS／ケータイお探し／海外GPS                             | デコメール／デコメ絵文字／デコメアニメ | iチャネル                                        |
| 着もじ                             | テレビ電話／キャラ電                                                | ケータイデータお預かりサービス         | フルブラウザ                                     |
| おまかせロック／バイオ認証         | 外部メモリーへiモードコンテンツ移行／ユーザーデータ一括バックアップ | トルカ                                 | iC通信／iCお引越しサービス                       |
| きせかえツール／ダイレクトメニュー | バーコードリーダ／名刺リーダ                                        | 2in1                                   | エリアメール／ソフトウェアーアップデート自動更新 |
| GSM／3Gローミング（WORLD WING）    | 着うたフル／うた・ホーダイ                                          | Music&Videoチャネル／ビデオクリップ    | デジタルオーディオプレーヤー(AAC)(WMA)           |

## プリインストールアプリ
| アプリ名                         | 概要 |
| -------------------------------- | --- |
| 恋愛デイズ                       | 恋愛シミュレーション |
| iタウンページ ウィジェット       | |
| Shot Navi Advance Lite for SH    | 国内のゴルフ場2300以上に対応するGPSゴルフナビゲーター。拡張現実機能にも対応する。                                                                     |
| ロックマン                       | 野球ゲームのBluetooth通信対応版 |
| ストリートファイターII（体験版） | |
| Myきせかえクリエイター for SH    | 撮影した画像とテンプレートから選んだフレームを合成して、きせかえツール（待受画面とノーマルメニュー）を作成することができるアプリ。                    |
| E★エブリスタアプリ               | ケータイ総合雑誌「E★エブリスタプレミアム」掲載作品の更新情報をリアルタイムで確認できるアプリ                                                          |
| ブックビューア コミック体験!     | セルシス、ボイジャーが提供しているケータイコミックを体験できるアプリ                                                                                  |
| コミック/小説ビューア            | コミックや小説を読むことができるアプリ |
| SH-MODE INFO                     | iウィジェットにてiMenu内のサイト［SH-MODE］の更新情報を確認したり、サイト内の各コンテンツへ直接接続することができるアプリ                             |
| お天気予報SH                     | iウィジェットにて今日・明日の天気や雨レーダーなどを見ることのできるアプリ                                                                             |
| iアバターメーカー                | iアバターを作成するアプリ |
| iCタグリーダー                   | 対応のポスター・カード・シールなどにおサイフケータイでかざして情報を読み取るためのアプリ                                                              |
| 温湿度指数チェッカー             | 日本気象協会監修の気象情報アプリ |
| ロケーションレーダー             | 現在地の周辺施設や目的地を検索して現在地から目的地までの直線距離や目的地の方角を表示するアプリ                                                        |
| MUSICアプリ                      | 音楽の再生や検索を行うアプリ |
| モバイルGoogleマップ             | Googleマップのアプリ。GPSを使った道案内、経路検索、衛星写真、ストリートビューなどを利用できる                                                         |
| Gガイド番組表リモコン            | テレビ番組表とAVリモコン機能が1つになったアプリ |
| iD設定アプリ                     | おさいふケータイクレジット決済サービスiDの設定アプリ                                                                                                  |
| DCMXクレジットアプリ             | NTTドコモが提供するおさいふケータイクレジットDCMXの設定アプリ                                                                                         |
| モバイルSuica登録用iアプリ       | モバイルSuica契約用のiアプリ |
| ヘルスチェッカー                 | 歩数、活動量、脈拍数、血圧、体組成のデータを管理するアプリ                                                                                            |
| ドコモWebメール                  | パソコン・FOMA端末のどちらからでも利用できるメールサービス「ドコモWebメール」のアプリ                                                                 |
| 地図アプリ                       | GPS機能を利用して、目的地を検索したり、乗り換え案内を駆使した、交通手段によるルートを表示が可能                                                       |
| ZOOキーパー                      | |
| Start! iウィジェット             | iウィジェットの使い方をムービーで見ることができるiアプリ                                                                                              |
| iWウォッチ                       | iウィジェット画面でグラフィカルに時計や電池残量を確認することができるアプリ                                                                           |
| 楽オク☆アプリ                    | 楽天オークション用のアプリ |
| iアプリバンキング                | モバイルバンキングを簡単に利用するためのアプリ |
| マクドナルド トクするアプリ      | 日本マクドナルドのかざすクーポンなどを利用するためのアプリ                                                                                            |
| 今日の為替と株価                 | iウィジェットを利用して株価情報を表示するアプリ |
| お天気アプリ                     | 簡単操作で詳細な気象情報が確認できるアプリ |
| i Bodymoアプリ                   | 健康サービス「i Bodymo（iボディモ）」のアプリ |
| FOMA通信環境確認アプリ           | FOMAハイスピードエリアを利用できるかを確認することができるiアプリ                                                                                     |
| いっしょにデコ                   | お互いのFOMA端末をかざして撮影した静止画にスタンプを貼ったりデコレーションができるiアプリタッチ対応アプリ                                             |
| ドコモ料金案内                   | 通話料やパケット通信料等の簡易的な履歴を一覧やグラフで確認できるアプリ                                                                                |
| 電子マネー「nanaco」             | セブン&アイグループの電子マネー「nanaco」のモバイル版                                                                                                 |
| かざす請求書                     | 毎月のドコモ利用料金の情報をおサイフケータイに取得し、請求書が無くてもコンビニエンスストアで決済できるアプリ（本サービスはセブン-イレブンのみ対応。） |
| ビックポイント機能付ケータイ     | おサイフケータイをビックカメラの「ビックポイントカード」として利用できるアプリ                                                                        |
| ヨドバシゴールドポイントカード   | おサイフケータイをヨドバシカメラの「ヨドバシゴールドポイントカード」として利用できるアプリ                                                            |
| モバイルAMCアプリ                | おサイフケータイを使用して、ANAの各種サービスを利用できるアプリ                                                                                       |
| iアプリバンキング                | iアプリを使ったモバイルバンキング |

その他に、ドコモマーケットから様々なアプリケーションをダウンロードし、利用することが可能となる。

## 歴史
- 2011年5月16日 - NTTドコモより発表。
- 2011年5月27日 - 発売開始予定